# Tren semidirecto

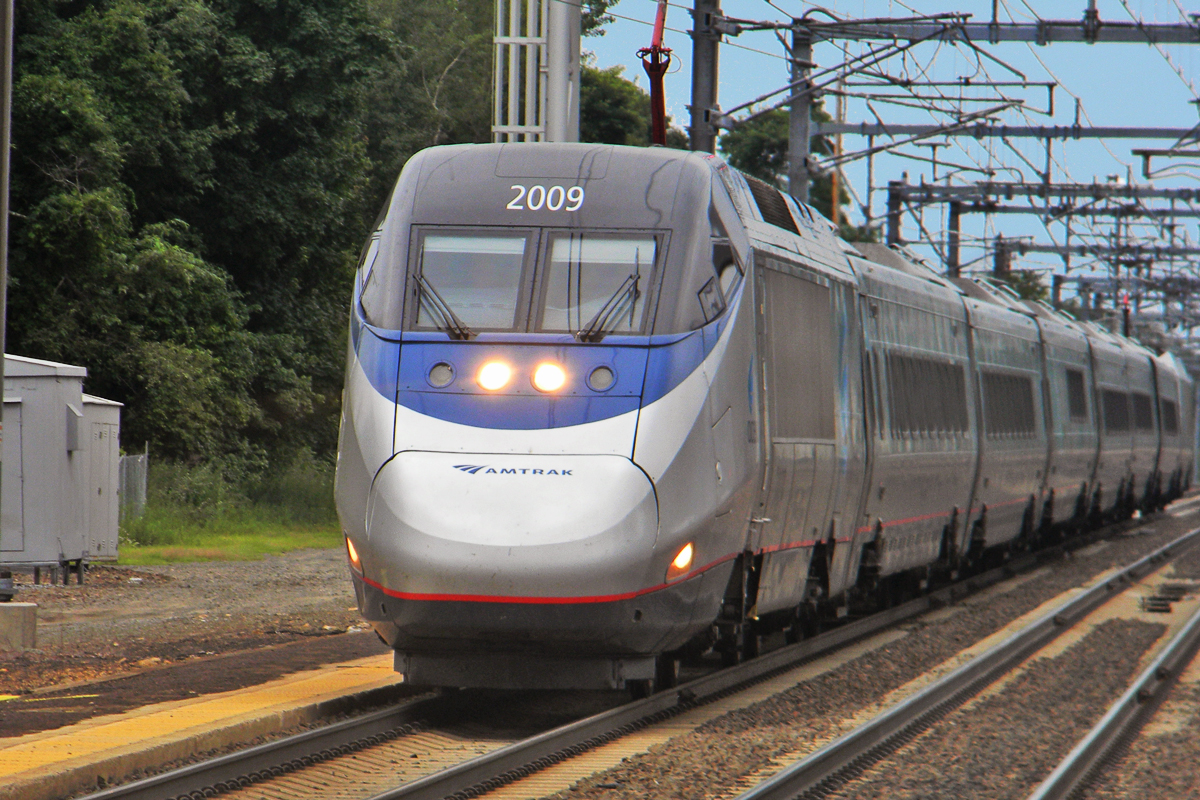
Tren exprés Acela de la compañía estadounidense Amtrak, que hace un número limitado de paradas entre Washington D. C. y Boston, lo que le permite viajar entre estas ciudades más rápido que los trenes locales

Los trenes rojos son locales, los trenes azules son exprés

Un tren semidirecto (también llamado tren exprés) es un tipo de tren de pasajeros que realiza una reducida cantidad de paradas entre sus estaciones de origen y de destino, generalmente destinos importantes, lo que permite un servicio más rápido que el de los trenes locales, que se detienen en la mayoría o en todas las estaciones de su ruta.

## Características
A veces denominados "trenes rápidos" (o con un término equivalente, como el alemán Schnellzug), circulan más rápido que otros trenes en la misma ruta, que deben cederles el paso. Aunque muchos servicios de alta velocidad ferroviaria son exprés, no todos los trenes exprés son "rápidos" en relación con otros servicios. Los primeros trenes del Reino Unido del siglo XIX se clasificaron como trenes exprés siempre que tuvieran una "velocidad de viaje" de al menos 40 millas por hora (64,4 km/h).
Los trenes semidirectos a veces tienen tarifas más altas que otras rutas, y es posible que los portadores de un abono deban pagar una tarifa adicional. En algunos casos, solo disponen de plazas de primera clase.
Algunas rutas de trenes semidirectos que se superponen con el servicio de trenes locales pueden detenerse en estaciones cercanas al final de la línea. Esto se puede hacer, por ejemplo, cuando no hay un servicio local complementario para esas estaciones. Las rutas de trenes exprés también pueden convertirse en locales cuando sea más práctico hacerlo, como durante la noche.

## Trenes exprés en España
En España los trenes exprés de Media Distancia reciben el nombre de Regional Exprés. Los trenes que prestan servicio Regional Exprés son más económicos que los de larga distancia y en muchos casos tienen tiempo de viaje similar. Tienden a efectuar parada en municipios de más de 1000 habitantes, disponen de clase única, permiten el transporte de bicicletas, cuentan con megafonía interior, teleindicadores de destino exteriores y máquina expendedora. Normalmente se ofrecen en los mismos recorridos de los trenes regionales por líneas convencionales pero como alternativa más rápida.
La velocidad máxima de estos trenes oscila entre 120 y 160 km/h según el tipo de tren. El interior de cada coche es diáfano, sin que existan puertas más que entre un coche y otro, lo que hace los interiores más amplios pero también más ruidosos y peor climatizados.
En el caso de los cercanías, reciben el nombre de trenes CIVIS.

## Trenes exprés en Francia
La compañía ferroviaria estatal francesa SNCF denomina a los trenes exprés Rapide (RAP) o Express (EXP). El Rapide se parecía más al tren F alemán y hacía menos paradas que un exprés. El Directo (DIR) era aproximadamente comparable al tren exprés alemán. Estos nombres dejaron de utilizarse con la introducción de los trenes TGV y Corail. Hoy en día, los trenes de larga distancia arrastrados por locomotoras se denominan Intercités.

## Trenes exprés en Italia
El tipo de tren Rapido (R) se introdujo en 1931. El concepto básico era ofrecer un tráfico diario rápido en distancias medias y largas con el menor número de paradas posible. A partir de los años 70, se ofrecieron cada vez más coches de segunda clase. El tipo de tren Rapido se mantuvo hasta 1987 y luego fue reemplazado por la categoría InterCity, introducida internacionalmente.
Hasta su interrupción el 9 de junio de 2007, el Diretto era una categoría importante en el sector entre el transporte local y el de larga distancia en Italia. El Diretto tenía la tarea de establecer conexiones directas entre las ciudades más grandes. Pero también había que dar servicio a las estaciones de tren de tamaño medio.

## Trenes exprés en el Reino Unido
Algunas rutas de trenes exprés que se superponen con el servicio de trenes locales pueden detenerse en estaciones cercanas al final de la línea. Esto se puede hacer, por ejemplo, cuando no hay un servicio local complementario para esas estaciones. Las rutas de trenes exprés también pueden convertirse en locales cuando sea más práctico hacerlo, como durante la noche.
A las tarifas por el servicio de trenes exprés, así como a otros tipos de trenes, como trenes especiales o trenes adicionales, en el Reino Unido operadores se les cobra a veces una tarifa diferente o una tarifa adicional. Dependiendo de la ubicación, esta práctica puede haber sido creada por la compañía ferroviaria incluso si las regulaciones gubernamentales no diferencian entre trenes locales y exprés.

## Trenes exprés en Suiza
En Suiza, el tipo de tren exprés (tren direct en francés, treno diretto en italiano) sólo está en la red SBB desde el cambio de horario del 12 de diciembre de 2004 y un año después también en la red RhB, completamente a través de los términos RegioExpress y que se puede utilizar en todos los idiomas nacionales. Se ha sustituido por Interregio. Esta sustitución había comenzado mucho antes y afectó primero al InterCity, que se introdujo con el horario regular en 1982, y más tarde a los InterRegios, que se distinguían de los trenes exprés por sus vagones con aire acondicionado. Con la introducción de la clase ICN (tren basculante InterCity), algunas rutas InterCity e InterRegio fueron reemplazadas por estas últimas; a partir de diciembre de 2004, los trenes exprés restantes se transfirieron a la clase InterRegio existente para trenes de larga distancia y a RegioExpress para trenes locales.  Con el cambio de horario de 2017/18 y la introducción de números de línea en el transporte de larga distancia, se abolió la clase ICN y las rutas servidas por los trenes ICN se integraron en la red IC normal. En Suiza no suelen aplicarse recargos para ningún tipo de tren; Esto también se aplica a los trenes ICE y TGV dentro de Suiza. Independientemente, la empresa ferroviaria suiza Forchbahn ha estado llamando a sus trenes más veloces trenes exprés desde la década de 2010 en lugar de trenes exprés antes.